# Mühlbach (Włochy)
Mühlbach (wł. Rio di Pusteria) – miejscowość i gmina we Włoszech, w regionie Trydent-Górna Adyga, w prowincji Bolzano.
Liczba mieszkańców gminy wynosiła 2863 (dane z roku 2009). Język niemiecki jest językiem ojczystym dla 95,31%, włoski dla 4,03%, a ladyński dla 0,66% mieszkańców (2001).